# Over (Peter Hammill)
Over è il sesto album nella carriera solista di Peter Hammill, pubblicato nel 1977.

## Tracce
1. Crying Wolf – 5:12
2. Autumn – 4:13
3. Time Heals – 8:42
4. Alice (Letting Go) – 5:33
5. (This Side Of) The Looking Glass – 6:57
6. Betrayed – 4:44
7. (On Tuesdays She Used to Do) Yoga – 3:55
8. Lost and Found – 7:11